# هاروئو تاکاهاشی
هاروئو تاکاهاشی (انگلیسی: Haruo Takahashi; ۳۰ مارس ۱۹۴۷ – ۱۲ ژانویهٔ ۲۰۲۴) مانگاکا اهل ژاپن بود.